# 羅切斯特 (紐約州阿爾斯特縣)
羅切斯特（英語：Rochester）是一個位於美國紐約州阿爾斯特縣的鎮。

## 人口
根據2020年美國人口普查的數據，羅切斯特的面積為232.40平方千米，當中陸地面積為231.30平方千米，而水域面積為1.10平方千米。當地共有人口7272人，而人口密度為每平方千米31人。